# Kap Verde i olympiska sommarspelen 2008
Kap Verde deltog i olympiska sommarspelen 2008 som ägde rum i Peking i KinaIngen av de tävlande erövrade någon medalj.

## Friidrott
- Huvudartikel: Friidrott vid olympiska sommarspelen 2008

Förkortningar
- Notera – Placeringar gäller endast den tävlandes eget heat
- Q = Kvalificerade sig till nästa omgång via placering
- q = Kvalificerade sig på tid eller, i fältgrenarna, på placering utan att ha nått kvalgränsen
- NR = Nationellt rekord
- N/A = Omgången inte möjlig i grenen
- Bye = Idrottaren behövde inte delta i omgången

Herrar
Bana och väg
| Idrottare   | Gren    | Final    | Final     |
| Idrottare   | Gren    | Resultat | Placering |
| ----------- | ------- | -------- | --------- |
| Nelson Cruz | Maraton | 2:23:47  | 48        |

Damer
Bana och väg
| Idrottare     | Gren  | Heat     | Heat      | Kvartsfinal      | Kvartsfinal      | Semifinal        | Semifinal        | Final            | Final            |
| Idrottare     | Gren  | Resultat | Placering | Resultat         | Placering        | Resultat         | Placering        | Resultat         | Placering        |
| ------------- | ----- | -------- | --------- | ---------------- | ---------------- | ---------------- | ---------------- | ---------------- | ---------------- |
| Lenira Santos | 200 m | DNS      | DNS       | Gick inte vidare | Gick inte vidare | Gick inte vidare | Gick inte vidare | Gick inte vidare | Gick inte vidare |

## Gymnastik
- Huvudartikel: Gymnastik vid olympiska sommarspelen 2008

### Rytmisk gymnastik
| Gymnast        | Gren         | Kval   | Kval     | Kval   | Kval   | Kval   | Kval      | Final            | Final            | Final            | Final            | Final            | Final            |
| Gymnast        | Gren         | Rep    | Tunnband | Käglor | Band   | Total  | Placering | Rep              | Tunnband         | Käglor           | Band             | Totalt           | Placering        |
| -------------- | ------------ | ------ | -------- | ------ | ------ | ------ | --------- | ---------------- | ---------------- | ---------------- | ---------------- | ---------------- | ---------------- |
| Wania Monteiro | Individuellt | 12.275 | 13.025   | 12.325 | 11.425 | 49.050 | 24        | Gick inte vidare | Gick inte vidare | Gick inte vidare | Gick inte vidare | Gick inte vidare | Gick inte vidare |